# Caecidotea recurvata
Caecidotea recurvata är en kräftdjursart som först beskrevs av Steeves 1963.  Caecidotea recurvata ingår i släktet Caecidotea och familjen sötvattensgråsuggor. Inga underarter finns listade i Catalogue of Life.